# Dino (album)
Dino – album studyjny z 1972 roku autorstwa Deana Martina zaaranżowany przez Larry'ego Muhoberaca i wyprodukowany przez Jimmy'ego Bowena, wydany przez Reprise Records. Jest to dwudziesty dziewiąty album studyjny piosenkarza. 
Album został ponownie wydany na płytę CD przez Hip-O Records w 2009 roku. 

## Utwory
| A1 | What's Yesterday                 | 3:15 |
| A2 | The Small Exception Of Me        | 3:09 |
| A3 | Just The Other Side Of Nowhere   | 2:20 |
| A4 | Blue Memories                    | 3:01 |
| A5 | Guess Who                        | 2:51 |
| B1 | Party Dolls And Wine             | 2:52 |
| B2 | I Don't Know What I'm Doing      | 3:02 |
| B3 | I Can Give You What You Want Now | 3:15 |
| B4 | The Right Kind Of Woman          | 2:29 |
| B5 | Kiss The World Goodbye           | 3:23 |